# Monoprenil isoflavone epossidasi
La monoprenil isoflavone epossidasi è un enzima appartenente alla classe delle ossidoreduttasi, che catalizza la seguente reazione:
7-O-metilluteone + NADPH + H+ + O2 ⇄ derivati di diidrofurano + NADP+ + H2O
L'enzima è una flavoproteina (FAD), con alta specificità per il monoprenil isoflavone. Il prodotto della reazione di epossidazione del prenile contiene un atomo di ossigeno che deriva dall'O2, ma non dall'H2O. La reazione è lenta ed il substrato viene convertito non enzimaticamente nel corrispondente derivato diidrofurano. L'enzima del fungo Botrytis cinerea è indotto da un substrato analogo, la 6-prenilnaringenina.